# دي. جونسون
دي. جونسون (بالإنجليزية: D. Gale Johnson)‏ (و. 1916 – 2003 م) هو عالم اقتصاد، من الولايات المتحدة الأمريكية، كان عضوًا في الأكاديمية الوطنية للعلوم، توفي عن عمر يناهز 87 عاماً.

## مناصب وهيئات
أدار جامعة شيكاغو.